# Crombrugghia distans
Crombrugghia distans là một loài bướm đêm thuộc họ Pterophoridae. Nó được tìm thấy ở almost khắp châu Âu, cũng như Tiểu Á, Bắc Phi và quần đảo Canaria.
Sải cánh dài 15–22 mm. Con trưởng thành bay từ tháng 4 đến tháng 6 và again từ tháng 7 đến tháng 9 làm hai đợt ở Tây Âu.
Ấu trùng ăn Crepis capillaris, Crepis tectorum, Crepis succifolia, Crepis conyzaefolia, Hieracium pilosella, Picris hieracioides, Heliotropium amplexicaule, Sonchus arvensis, Sonchus asper, Cichorium intybus và Cichorium albida. 